# Saarenjärvi
Saarenjärvi är en sjö i kommunerna Raseborg och Salo i landskapen Nyland och Egentliga Finland i Finland. Sjön ligger 15,3 meter över havet. Den är 2,18 meter djup. Arean är 79 hektar och strandlinjen är 9,79 kilometer lång. Sjön  ingår i Kisko ås och Bjärnå å huvudavrinningsområde.   Den ligger omkring 93 km väster om Helsingfors. 
Sydöst om Saarenjärvi ligger Tuulijärvi. 